# Bug (Wilhelmsthal)
Bug ist ein Gemeindeteil der Gemeinde Wilhelmsthal im Landkreis Kronach (Oberfranken, Bayern).

## Geographie
Die Einöde liegt an der Kremnitz und befindet sich am Fuße des Trebesberges (520 m ü. NHN, 0,8 km südlich) und ist allseits von Wald umgeben. Ein Wirtschaftsweg führt zur Kreisstraße KC 3 (0,4 km nördlich) bzw. zur Staatsstraße 2200 bei Steinberg (1,2 km südlich).

## Geschichte
Gegen Ende des 18. Jahrhunderts gab es in Bug 2 Anwesen (1 Söldengut, 1 Söldengütlein). Das Hochgericht übte das bambergische Centamt Kronach aus. Die Grundherrschaft über die Anwesen hatte das Rittergut Weißenbrunn-Steinberg inne.
Mit dem Gemeindeedikt wurde Bug dem 1808 gebildeten Steuerdistrikt Steinberg und der 1818 gebildeten Ruralgemeinde Steinberg zugewiesen. Am 1. Mai 1978 wurde Bug im Zuge der Gebietsreform in Bayern in die Gemeinde Wilhelmsthal eingegliedert.

### Einwohnerentwicklung
| Jahr      | 001818 | 001861 | 001871 | 001885 | 001900 | 001925 | 001950 | 001961 | 001970 | 001987 |
| Einwohner | 19     | 19     | 12     | 13     | 9      | 10     | 2      | 12     | 9      | 0      |
| Häuser    | 3      |        |        | 2      | 3      | 1      | 1      | 1      |        | 1      |
| Quelle    | [ 5 ]  | [ 7 ]  | [ 8 ]  | [ 9 ]  | [ 10 ] | [ 11 ] | [ 12 ] | [ 13 ] | [ 14 ] | [ 1 ]  |

## Religion
Der Ort ist römisch-katholisch geprägt und nach St. Pankratius in Steinberg gepfarrt.